# مدار ۶ درجه شمالی
مدار ۶ درجه شمالی، دایره‌ای از عرض جغرافیایی است که در ۶ درجهٔ شمالی خط استوا  قرار دارد.

## گذر از مناطق
از نصف‌النهار مبدأ شروع می‌شود و به سمت مشرق ۶ درجه شمالی از موارد زیر گذر می‌کند:
| مختصات‌ها                                           | کشور، قلمرو یا دریا  | توضیحات |
| -------------------------------------------------- | -------------------- | --- |
| ۶°۰′ شمالی ۰°۰′ شرقی / ۶٫۰۰۰°شمالی ۰٫۰۰۰°شرقی      | غنا                  | |
| ۶°۰′ شمالی ۱°۳′ شرقی / ۶٫۰۰۰°شمالی ۱٫۰۵۰°شرقی      | اقیانوس اطلس         | Bight of Benin - گذرکردن از جنوب لومه, توگو |
| ۶°۰′ شمالی ۴°۵۳′ شرقی / ۶٫۰۰۰°شمالی ۴٫۸۸۳°شرقی     | نیجریه               | |
| ۶°۰′ شمالی ۹°۳′ شرقی / ۶٫۰۰۰°شمالی ۹٫۰۵۰°شرقی      | کامرون               | |
| ۶°۰′ شمالی ۱۴°۲۶′ شرقی / ۶٫۰۰۰°شمالی ۱۴٫۴۳۳°شرقی   | جمهوری آفریقای مرکزی | |
| ۶°۰′ شمالی ۲۶°۴۶′ شرقی / ۶٫۰۰۰°شمالی ۲۶٫۷۶۷°شرقی   | سودان جنوبی          | |
| ۶°۰′ شمالی ۳۵°۰′ شرقی / ۶٫۰۰۰°شمالی ۳۵٫۰۰۰°شرقی    | اتیوپی               | |
| ۶°۰′ شمالی ۴۶°۲′ شرقی / ۶٫۰۰۰°شمالی ۴۶٫۰۳۳°شرقی    | سومالی               | |
| ۶°۰′ شمالی ۴۸°۵۷′ شرقی / ۶٫۰۰۰°شمالی ۴۸٫۹۵۰°شرقی   | اقیانوس هند          | |
| ۶°۰′ شمالی ۷۳°۴′ شرقی / ۶٫۰۰۰°شمالی ۷۳٫۰۶۷°شرقی    | مالدیو               | Passing through Shaviyani Atoll |
| ۶°۰′ شمالی ۷۳°۱۷′ شرقی / ۶٫۰۰۰°شمالی ۷۳٫۲۸۳°شرقی   | اقیانوس هند          | |
| ۶°۰′ شمالی ۸۰°۱۶′ شرقی / ۶٫۰۰۰°شمالی ۸۰٫۲۶۷°شرقی   | سری‌لانکا             | |
| ۶°۰′ شمالی ۸۰°۴۶′ شرقی / ۶٫۰۰۰°شمالی ۸۰٫۷۶۷°شرقی   | اقیانوس هند          | گذرکردن از شمال Weh Island, اندونزی |
| ۶°۰′ شمالی ۱۰۰°۲۰′ شرقی / ۶٫۰۰۰°شمالی ۱۰۰٫۳۳۳°شرقی | مالزی                | |
| ۶°۰′ شمالی ۱۰۱°۶′ شرقی / ۶٫۰۰۰°شمالی ۱۰۱٫۱۰۰°شرقی  | تایلند               | |
| ۶°۰′ شمالی ۱۰۱°۵۸′ شرقی / ۶٫۰۰۰°شمالی ۱۰۱٫۹۶۷°شرقی | مالزی                | |
| ۶°۰′ شمالی ۱۰۲°۲۶′ شرقی / ۶٫۰۰۰°شمالی ۱۰۲٫۴۳۳°شرقی | دریای جنوبی چین      | |
| ۶°۰′ شمالی ۱۱۶°۲′ شرقی / ۶٫۰۰۰°شمالی ۱۱۶٫۰۳۳°شرقی  | مالزی                | صباح - جزیرهٔ Pulau Gaya و بورنئو |
| ۶°۰′ شمالی ۱۱۷°۴۲′ شرقی / ۶٫۰۰۰°شمالی ۱۱۷٫۷۰۰°شرقی | Labuk Bay            | |
| ۶°۰′ شمالی ۱۱۷°۵۵′ شرقی / ۶٫۰۰۰°شمالی ۱۱۷٫۹۱۷°شرقی | مالزی                | صباح - جزیرهٔ بورنئو |
| ۶°۰′ شمالی ۱۱۸°۲′ شرقی / ۶٫۰۰۰°شمالی ۱۱۸٫۰۳۳°شرقی  | دریای سولو           | Passing between islands در مجمع‌الجزایر سولو, فیلیپین |
| ۶°۰′ شمالی ۱۲۰°۵۳′ شرقی / ۶٫۰۰۰°شمالی ۱۲۰٫۸۸۳°شرقی | فیلیپین              | جزیرهٔ جولو و Balanguingui |
| ۶°۰′ شمالی ۱۲۱°۴۱′ شرقی / ۶٫۰۰۰°شمالی ۱۲۱٫۶۸۳°شرقی | دریای سلب            | گذرکردن از جنوب جزیرهٔ Tongquil, فیلیپین |
| ۶°۰′ شمالی ۱۲۴°۳۵′ شرقی / ۶٫۰۰۰°شمالی ۱۲۴٫۵۸۳°شرقی | فیلیپین              | جزیرهٔ میندانائو |
| ۶°۰′ شمالی ۱۲۵°۷′ شرقی / ۶٫۰۰۰°شمالی ۱۲۵٫۱۱۷°شرقی  | Sarangani Bay        | |
| ۶°۰′ شمالی ۱۲۵°۱۷′ شرقی / ۶٫۰۰۰°شمالی ۱۲۵٫۲۸۳°شرقی | فیلیپین              | جزیرهٔ میندانائو |
| ۶°۰′ شمالی ۱۲۵°۴۱′ شرقی / ۶٫۰۰۰°شمالی ۱۲۵٫۶۸۳°شرقی | اقیانوس آرام         | گذرکردن از شمال Namoluk atoll, ایالات فدرال میکرونزی · گذرکردن از شمال Ngatik atoll, ایالات فدرال میکرونزی · گذرکردن از جنوب Pingelap atoll, ایالات فدرال میکرونزی |
| ۶°۰′ شمالی ۱۶۹°۲۶′ شرقی / ۶٫۰۰۰°شمالی ۱۶۹٫۴۳۳°شرقی | جزایر مارشال         | آب‌سنگ حلقوی جالوئیت |
| ۶°۰′ شمالی ۱۶۹°۴۴′ شرقی / ۶٫۰۰۰°شمالی ۱۶۹٫۷۳۳°شرقی | اقیانوس آرام         | |
| ۶°۰′ شمالی ۱۷۲°۴′ شرقی / ۶٫۰۰۰°شمالی ۱۷۲٫۰۶۷°شرقی  | جزایر مارشال         | Mili Atoll |
| ۶°۰′ شمالی ۱۷۲°۶′ شرقی / ۶٫۰۰۰°شمالی ۱۷۲٫۱۰۰°شرقی  | اقیانوس آرام         | گذرکردن از شمال جزیره مرجانی پالمیرا, جزایر کوچک حاشیه‌ای ایالات متحده                                                                                              |
| ۶°۰′ شمالی ۷۷°۲۰′ غربی / ۶٫۰۰۰°شمالی ۷۷٫۳۳۳°غربی   | کلمبیا               | |
| ۶°۰′ شمالی ۶۷°۲۵′ غربی / ۶٫۰۰۰°شمالی ۶۷٫۴۱۷°غربی   | ونزوئلا              | |
| ۶°۰′ شمالی ۶۱°۱۹′ غربی / ۶٫۰۰۰°شمالی ۶۱٫۳۱۷°غربی   | Disputed area        | Controlled by گویان, ادعا شده توسط ونزوئلا |
| ۶°۰′ شمالی ۵۸°۳۴′ غربی / ۶٫۰۰۰°شمالی ۵۸٫۵۶۷°غربی   | گویان                | |
| ۶°۰′ شمالی ۵۷°۹′ غربی / ۶٫۰۰۰°شمالی ۵۷٫۱۵۰°غربی    | اقیانوس اطلس         | |
| ۶°۰′ شمالی ۵۵°۳′ غربی / ۶٫۰۰۰°شمالی ۵۵٫۰۵۰°غربی    | سورینام              | Northernmost point - حدود 3km |
| ۶°۰′ شمالی ۵۵°۱′ غربی / ۶٫۰۰۰°شمالی ۵۵٫۰۱۷°غربی    | اقیانوس اطلس         | |
| ۶°۰′ شمالی ۱۰°۱۲′ غربی / ۶٫۰۰۰°شمالی ۱۰٫۲۰۰°غربی   | لیبریا               | |
| ۶°۰′ شمالی ۷°۴۷′ غربی / ۶٫۰۰۰°شمالی ۷٫۷۸۳°غربی     | ساحل عاج             | |
| ۶°۰′ شمالی ۳°۵′ غربی / ۶٫۰۰۰°شمالی ۳٫۰۸۳°غربی      | غنا                  | |